# آنا فيريرو
آنا فيريرو (بالإيطالية: Anna Maria Ferrero )‏ (و. 1934 – م) هي ممثلة، من إيطاليا، ولدت في روما.

## وصلات خارجية
- آنا فيريرو على موقع IMDb (الإنجليزية)
- آنا فيريرو على موقع ألو سيني (الفرنسية)
- آنا فيريرو على موقع أول موفي (الإنجليزية)
- آنا فيريرو على موقع قاعدة بيانات الأفلام السويدية (السويدية)
- آنا فيريرو على موقع ديسكوغز (الإنجليزية)
- آنا فيريرو على موقع قاعدة بيانات الفيلم (الإنجليزية)
- آنا فيريرو على موقع كينوبويسك (الروسية)